# Julidochromis marlieri

Julidochromis marlieri er en art af fisk i Cichlidae familien. Det er endemisk i Tanganyikasøen i Afrika, hvor det er fundet i Burundi, Den Demokratiske Republik Congo, Tanzania og Zambia. J. marlieri lever ved klippekysten på dybder mellem 5 og 30 meter. 
Alle Julidochromis arter er "torpedo formede". Når de svømmer rundt i mellem sten er deres bug altid mod den nærmeste solide overflade. Lige meget hvilken vej den vender. Derfor kan man J. marlieri svømme på de mærkeligste måder... Lodret op og ned, på "ryggen", på siden, osv.

## Par, huler, sprækker og yngel
J. marlieri trives bedst i et akvarie med mange huler og sprækker, så masser af sten er krævet hvis de skal føle sig godt tilpas.
J. marlieri kan være meget aggressiv, så det anbefales ikke at holde mere end ét par sammen.
Når J. marlieri har dannet par holder hele deres levetid, hvis de har ro i akvariet. 
Når marlierier yngler foregår de i en smal hule, hvor æggene bliver lagt på væg eller loft.

## Behov
Foder:
Alger, artemia, cyclops, flagefoder, myggelarver (Sorte).
Temperatur
24 – 27 °C
pH
7.5 – 9.3
Hunnen bliver 15 cm hannen bliver 10 cm